# Coweta
Coweta, pleme Muskogee Indijanaca iz grupe Lower Creek, s gornjeg toka rijeke Ocmulgee, a kasnije na zapadnoj obali Chattahoocheeja u okrugu Russell u Alabami, upravo na suprotnoj obali od grada Columbusa. Cowete uz još niz manjih plemena činili su dio naroda Muskogee, članova konfederacije Creek. U prošlosti su imali 6 naselja od kojih su samo tri od njih poznata po imenu, to su: Coweta Tallahassee, kasnije zvan Likatcka ili Broken Arrow, koje se po svoj prilici nalazilo u okrugu Russell na zaopadnoj obali Chattahoocheeja. Drugo je bilo Katca tĺstĺnĺgi's Town; treće Wetumpka, 12 milja od 'majčinskog grada' Coweta Tallahassee. Ostala tri naselja bila su na "Hallewokke Yoaxarhatchee," "Toosilkstorkee Hatchee," i "Warkeeche Hatchee."